# كويت تايمز (جريدة)
كويت تايمز هي جريدة يومية كويتية باللغة الإنجليزية يقع مقرها في منطقة الشويخ إحدى مناطق العاصمة الكويتية، وهي أول صحيفة باللغة الإنجليزية في منطقة الخليج العربي.

## التاريخ
تأسست جريدة كويت تايمز في عام 1961 من قِبل يوسف صالح العليان، وتتميز بتغطية شاملة لجميع الأخبار المحلية وأهم الأخبار العالمية باللغة الإنجليزية.
‌